# Верещагин, Александр Васильевич (генерал)
Алекса́ндр Васи́льевич Вереща́гин (10 [22] мая 1850 — 28 января [10 февраля] 1909, Санкт-Петербург) — русский генерал-лейтенант (02.12.1908), писатель.
Брат художника В. В. Верещагина.

## Биография
Родился 19 (22) мая 1850 года в Череповце (Новгородская губерния, ныне Вологодской области) в семье местного предводителя дворянства  Василия Васильевича Верещагина и матери Анны Николаевны Верещагиной.  В семье было 11 детей , однако четверо из них (Наталья, 2 Алексея и Анна) умерли в детском возрасте.  Александр и его  братья были определены в военно-учебные заведения. Сергей (1845—1878) после  окончания кадетского корпуса служит в канцелярии Волгодского губернатора, но во время  русско-турецкой войны приезжает на Балканы, где погибает  в должности ординарца генерала Скобелева; старший, Николай (1839—1907) после окончания служил на флоте, но вскоре ушёл в отставку и стал общественным деятелем. Василий (1842 - 1904) после окончания кадетского корпуса с отличием сразу уходит в отставку и становится художником.  Михаил (1816-1922) и Алексей (1819-?) и сестра Мария (1851-?) остались в тени известности более знаменитых братьев.
Образование получил в Вологодской гимназии (учился не очень прилежно, и выпускной экзамен провалил) и Николаевском кавалерийском училище, выпущен офицером в Бугский уланский полк. Прослужив лишь несколько месяцев, вышел в отставку.
С началом войны с Турцией (1877—1878) вернулся к службе и был определён во Владикавказский полк Терского казачьего войска. 30 августа под Плевной получил пулевое ранение в ногу; был награждён золотым оружием с надписью «За храбрость». В 1880 году откомандирован в распоряжение М. Д. Скобелева; участвовал в Ахал-Текинской экспедиции.
В 1882 году вышел в отставку, жил в Болгарии, затем во Франции. В 1883 году вернулся в Россию, служил оценщиком Дворянского земского банка.
В 1894 году в третий раз вернулся на службу, назначен штаб-офицером для поручений при военном министре. В 1900 году с началом боксёрского восстания в Китае направлен на Дальний Восток в распоряжение генерала Гродекова, где находился до 1902 года.
В 1904 году пополам с братом Василием  Александр покупает дачу под Кронштадтом. Это имение известно теперь как «Верещагинская дача». После смерти брата Василия в 1904 году его вдова передаёт все права на дачу Александру. Именно вблизи этой дачи в Кронштадте планируют поставить памятник художнику Василию Верещагину.
В 1906 вышел в отставку в чине генерал-майора.
28 января (10 февраля) 1909 года застрелился вследствие расстройства личных дел.

### Семья
Жена — Ольга Ивановна, урождённая Старицкая.
Дети:
- Ольга — замужем за Анатолием Фёдоровичем Барсовым, офицером Генерального штаба,
- Владимир (1888—1981),
- Василий (1892–?).

## Творчество
Автор ряда книг, большей частью автобиографического характера.

### Избранные сочинения
- Дома и на войне. 1853—1881: Воспоминания и рассказы. — СПб., 1886.
- На войне. Рассказы очевидцев. 1900—1901. — СПб., 1902.
- Новые рассказы. 1855—1895. — СПб., 1900.
- У болгар и за границей. 1891—1903. Воспоминания и рассказы. — СПб., 1896.
- По Манчжурии. — СПб., 1903. (Ч. 1, Ч. 2, Ч. 3)
- В Китае. — СПб., 1903. Репринт. изд.: Верещагин А. В. В Китае / Под ред. Е. Копыловой. — М.: Изд-во «Т8», 2020. — 228 с. — (Великие путешествия). — ISBN 978-5-517-01234-0.